# Hadjib
Le Hâdjib ou hâjib (en arabe : ḥājib, حاجب) est une charge politique de certaines cours du monde arabe. Bien que la nature exacte de la charge ait varié selon les régions et les époques, le terme hâjib est souvent rendu en français par chambellan.

## Lexique

### Étymologie
Le mot hâdjib en arabe dérive de la racine verbale ḥaŷaba, qui signifie couvrir, poser, recourvir, d'où dérive aussi le hijab (arabe : حِجَاب, hijāb), dans le Coran rideau dissimulant Mahomet dans sa maison (sourate 33 verset 53), aujourd'hui voile islamique, laissant le visage apparent. Le hadjib dans son acception originale est celui qui couvre, au sens figuré, la porte d'accès au chef du gouvernement et interdit le passage aux personnes non autorisées. Il agit comme chef du protocole et gestionnaire du palais.

### Traductions possibles
Le hadjib peut être appariteur, huissier, planton, portier. Mais aussi chambellan, maître des cérémonies, chef de la garde, redresseur de torts, premier ministre, chef du gouvernement. 

## Histoire

### Califat de Damas
La charge existe dès les premiers temps de la dynastie omeyyade de Damas, comme secrétaire des califes, (de l'arabe khalîfa  خَلِيفَة, littéralement successeur) chargé d'introduire les visiteurs et de superviser l'organisation des audiences solennelles.

### Califat de Bagdad
Durant le règne de la dynastie Abbasside la charge acquiert plus de consistance, jusqu'à devenir une des plus importantes de la cour, à côté du Vizir, (du persan vizir وزي, qui porte une charge) Le hadjib, chef du personnel du palais et maître des cérémonies, est en principe sous le vizir, qui assiste le calife dans la réalité du pouvoir, mais en pratique rivalise avec lui. 
Après les premiers siècles de l'empire abbasside, quand les visirs deviennent de facto les chefs du gouvernement, éclipsant les califes, le hadjib, qui dirige les détachements de la garde rapprochée du palais, entre en compétition avec l'émir, (de l'arabe ʾamīr  أمير, commandant), chef de l'armée.

### Califat de Cordoue

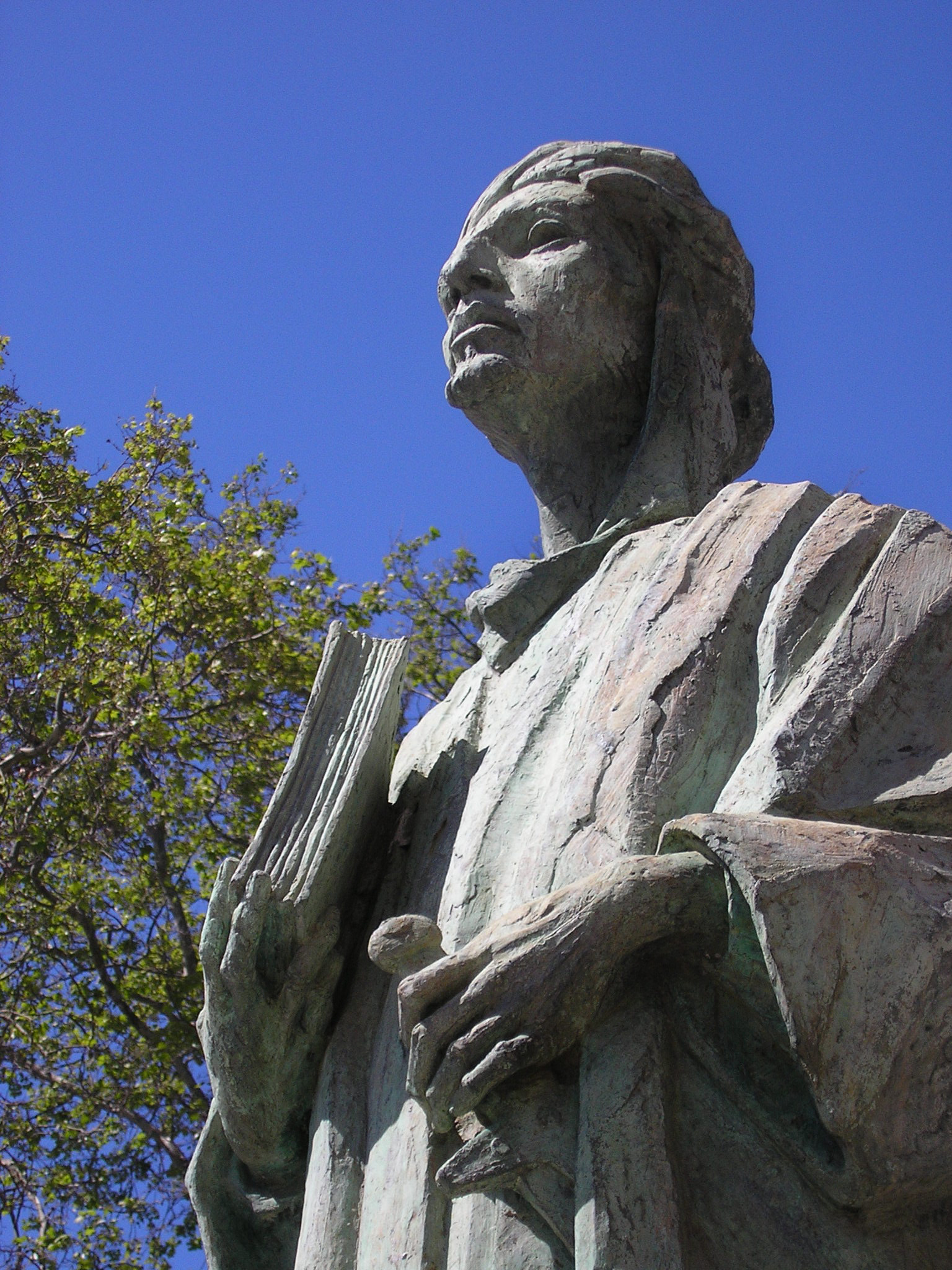
Statue du hadjib Almanzor à Algeciras, Andalucía (Espagne)

En al-Andalus, durant l'émirat comme du califat la charge de hadjib est toujours supérieur à celle des vizirs. Ces derniers désignent des conseillers ou secrétaires d'État, tandis que le hadjib est comme un premier ministre. Il assiste le monarque dans ses fonctions régaliennes, contrôle l'administration, la chancellerie, les finances. 
Il devient petit à petit un représentant du calife, similairement aux vizirs abassides. On mesure ainsi l'immense pouvoir que pu concentrer Almanzor (de l'arabe al-Manṣūr المنصور بالله, le Victorieux), hadjib du jeune calife inexpérimenté Hicham II. 

### Titre musulman
Le prestige de la charge dans la péninsule ibérique explique qu'après la dislocation du califat les rois des taïfas adoptent plus fréquemment le titre de hadjib que celui de malik, (de l'arabe : malik, ملك, roi).